# Cololabis adocetus
La paparda común, brincador o sauri es la especie Cololabis adocetus, un pez marino de la familia escomberesócidos, distribuida por gran parte de la costa este del océano Pacífico.
No tiene interés pesquero ni se comercializa en los mercados.

## Anatomía
Cuerpo muy largo y fino pero sin pico en la boca -como otras especies de este orden-, la longitud máxima descrita es de 5,1 cm.

## Hábitat y biología
Vive en aguas oceánicas tropicales muy superficiales de menos de 1 metro de profundidad, pelágico de comportamiento oceanódromo, altamente migratorio.